# 文格魯夫

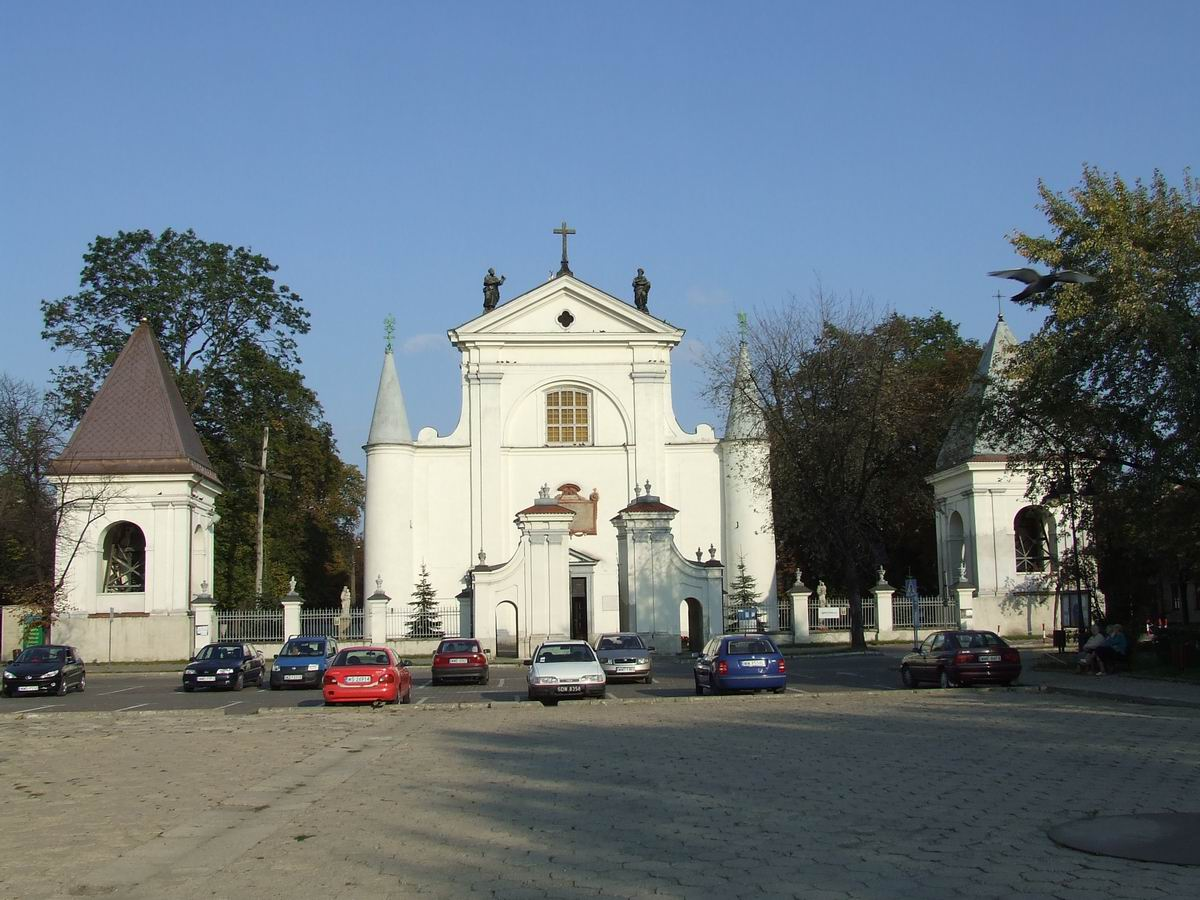

文格魯夫（波蘭語：Węgrów）是波蘭東部馬佐夫舍省文格魯夫縣的城鎮，始建於十四世紀，面積35.45平方公里，2006年人口12,606。在瓜分波蘭中，該鎮在1795年被納入奧地利管治範圍。

## 外部連結
- Official homepage of Węgrów （页面存档备份，存于） （波兰語）
- Jewish Community in Węgrów （页面存档备份，存于） on Virtual Shtetl